# Ангел-мститель
«Ангел-мститель» (англ. Avenging Angel) — американский вестерн 2007 года. Режиссёр фильма Дэвид Касс , сценарист Уильям Симс. Продюсировали фильм Линкольн Лагесон, Рэнди Поуп и др.

## Описание
Главную роль исполнил актёр Кевин Сорбо. Съемки фильма проходили в США, мировая премьера фильма была 17 июля 2007 года в Штатах, после были премьеры в Великобритании (7 февраля 2008 года) и Италии (17 июля 2011). В России фильм выходил только на пиратских DVD.

## Сюжет
В деревенской церкви читает проповедь вновь назначенный священник. А тем временем по приказу полковника Кусака шериф Куин со своими людьми зачищает территорию от так называемых сквотеров, которые якобы поселились незаконно на чужой земле. Одной из семей сквотеров удается бежать, и люди находят приют в церкви. Однако, люди шерифа требуют от священника выдать им беглецов. Тот отказывается, прося головорезов покинуть святое место. В результате проповедника оглушают, а церковь поджигают. В огне погибают жена и дочь священника, присутствовавшие на проповеди...
Проходит год. Грозой местной преступности становится некий охотник за головами, который предает правосудию воров и убийц, не зная компромиссов. Теперь тот, кто прошёл войну, а затем пытался искупить свои многочисленные убийства служением господу, вновь жаждет справедливости. Бывший проповедник привозит очередных разыскиваемых преступников шерифу, в котором узнает именно того человека, который виновен в поджоге церкви и смерти его семьи.
Тем временем сквотеры мужественно отстаивают своё право жить на земле, где они поселились, не поддаваясь на угрозы шерифа и всевозможную травлю со стороны приверженцев полковника Кусака, который теперь заправляет всем в округе.
Охотник за головами оказывается в местной таверне, где препятствует грубому обращению с одной из женщин, в результате ввязывается в драку. Уборщица Мэгги, работающая тут же, выручает бывшего священника и приводит его в свой дом, предлагая временный кров.
Охотник с благодарностью принимает её предложение. Время от времени хозяйка и постоялец пытаются завести разговор, но прошлое обоих, не слишком радостное, не позволяет им поговорить откровенно. Тем не менее, бывшему проповеднику удается сблизиться с маленькой дочерью Мэгги Амелией. Ему очень хочется хоть как-то облегчить жизнь женщины и её малышки, и охотник начинает помогать хозяйке по дому, приносит девочке сладости, которых та до сих пор не видела.
Вместе с тем охотник принимает решение разобраться с вопросом собственности на землю и поселившимися там сквотерами. Он приходит к выводу, что сквотеры - люди разумные, не требующие чужого, а лишь желающие мирно жить своей общиной. Но полковник жаждет изгнать их любой ценой, и в одну из ночей люди шерифа совершают разбойное нападение на лагерь сквотеров, в результате чего погибает их предводитель Элидж. Поселенцы в смятении, они уже готовы сдаться и покинуть свой лагерь, но все же набираются мужества и остаются.
Полковник, поняв, что охотник за головами не на его стороне, приказывает шерифу убрать и охотника, и приютившую его Мэгги. Однако, люди шерифа не справляются с заданием, а бывший проповедник понимает, что ему следует раз и навсегда покончить с творящимся здесь беззаконием и всевластием зарвавшегося богача.
Полковник Кусак и шериф Куин натравливают жителей города на сквотеров, призывая их разделаться с теми. Однако, бывший священник успевает оказаться в рядах мирных поселенцев и предотвратить бойню. Единственным погибшим в этой ситуации оказывается сам шериф. Через короткое время к нему присоединяется и полковник, который все-таки выдает купчую на владение сквотерами землей.
В городе меняется порядок, утихают страсти, а Мэгги с дочерью Амелией принимают бывшего охотника за головами в свой дом навсегда.

## В ролях
- Кевин Сорбо — Preacher
- Синтия Уотрос — Maggie
- Ник Чинланд — Bob Quinn
- Ричард Ли Джексон — Ричард Ли Джексон
- Лорин МакКрэйли — Spencer
- Уингз Хаузер — Colonel Cusack
- и другие